# Parasyrisca schenkeli
Parasyrisca schenkeli är en spindelart som beskrevs av Vladimir I. Ovtsharenko och Yuri M. Marusik 1988. Parasyrisca schenkeli ingår i släktet Parasyrisca och familjen plattbuksspindlar. Inga underarter finns listade i Catalogue of Life.